# Шестак, Станислав
Ста́нислав Ше́стак (словац. Stanislav Šesták; 16 декабря 1982, Демьята, район Прешов, Чехословакия) — словацкий футболист, нападающий; главный тренер клуба «Татран».

## Клубная карьера

### Словакия
Станислав Шестак начал свою футбольную карьеру в клубе «Татран». В декабре 2001 года он перешёл в братиславский «Слован».
Отыграв там два сезона, в декабре 2003 года Станислав перешёл в клуб «Жилина». В сезоне 2005/06 стал лучшим бомбардиром чемпионата Словакии. Год спустя его клуб «Жилина» выиграл чемпионат Словакии, а сам Шестак с 15 мячами стал вторым бомбардиром турнира.

### Германия
6 июня 2007 года Шестак подписал четырёхлетний контракт с немецким клубом «Бохум», придя на замену перешедшему в леверкузенский «Байер» Теофанису Гекасу, который сезоном раннее с двадцатью голами стал лучшим бомбардиром Бундеслиги. За три сезона словак, выступавший под 9 номером, отметился 28 голами в 86 играх. Забив в первом сезоне за новую команду 13 голов, занял третью строчку в списке лучших бомбардиров сезона следом за Лукой Тони и Диего.
11 апреля 2009 в игре против «Хоффенхайма» оформил свой первый хет-трик в Бундеслиги, забив три мяча в течение 27 минут на стыке двух таймов.

### Турция
Перед началом сезона 2010/11 Станислав перебрался в турецкий «Анкарагюджю» на правах аренды. После чего в сентябре 2011 подписал полноценный контракт с «Бурсаспором». Три сезона спустя на год вернулся в «Бохум».

### Завершение карьеры
Двумя последними клубами в карьере игрока стали венгерский «Ференцварош» и словацкий «Попрад», в котором Шестак совмещал игровую практику с должностью тренера. После завершения карьеры игрока перешел на должность спортивного директора «Попрада».

## Карьера в сборной
Шестак регулярно выступал за сборную Словакии. Свой первый гол за сборную он забил 13 октября 2007 года в матче с Сан-Марино. Является лучшим бомбардиром сборной в отборочных играх к ЧМ-2010.

## Достижения
Жилина:
- Чемпион Словакии (1): 2006/07

 Ференцварош:
- Чемпион Венгрии (1): 2015/16